# Bandha
Bandha (Sanskriet: gebonden, afsluiting; uitspraak ban-dha) is een term uit yoga die gebruikt wordt voor een samenspel van houdingen met ademhalingstechniek, die tot doel hebben gebundelde hoeveelheden prana vast te houden en te gebruiken. Bij een bandha is er sprake van druk, samentrekking en kracht van of op de spieren. Bhanda's komen in verschillende yogateksten voor, zoals in het hoofdstuk over mudra's in de Hatha yoga pradipika.
Bandha's worden in de yoga voornamelijk gebruikt in pranayama-programma's. Binnen Sivananda-yoga moeten ze eerst een aantal dagen afzonderlijk moeten worden gebruikt voordat ze in een programma worden opgenomen. De jalandhara en mula bandha worden ook wel tegelijkertijd gebruikt, om de apana met het prana te verenigen, bij het vasthouden ervan. De uddiyana bandha wordt na de uitademing gebruikt voor het omhoogstuwen van het prana. Met de bandha wordt voorkomen dat het prana zich verspreid, waardoor het in het lichaam wordt vastgehouden en de stroom wordt omgezet in geestelijke energie.